# Octopin
D-Octopin ist ein Guanidinderivat aus der Gruppe der Opine. Es wurde aus Muskelgewebe von verschiedenen wirbellosen Tieren, wie z. B. Octopus, Pecten maximus oder Sipunculus nudus isoliert, wo es ein funktionelles Analogon zur Milchsäure (Lactat) darstellt.

## Geschichte
Octopin ist das erste isolierte Opin. Es verdankt seinen Namen Octopus octopodia, aus dem es 1927 gewonnen wurde.

## Vorkommen
Octopin wurde in den Muskeln von Mollusken, z. B. in Kammmuscheln (Patinopecten yessoensis) und Octopoden (Eledone moschata) entdeckt. Es kommt auch (zusammen mit Nopalin) in den Wurzelhalsgallen von Pflanzen vor.

## Biosynthese
D-Octopin wird durch eine stereoselektive NADH-abhängige Octopin-Dehydrogenase (EC 1.5.1.11) aus Pyruvat und L-Arginin über eine reduktive Kondensation gebildet. L-Arginin selbst wird dabei aus Phospho-L-Arginin gewonnen. Dadurch kann das bei der Glykolyse anfallende reduzierte Nikotinamidadenindinukleotid NADH reoxidiert werden, so dass NAD+ entsteht. Dies entspricht der Milchsäuregärung, bei der Pyruvat zu L-Lactat reduziert wird.

Synthese D-Octopins aus Pyruvat und L-Arginin, katalysiert von der Octopin-Dehydrogenase (ODH)

Die Reaktion ist auch umkehrbar: Aus NAD+ kann wieder NADH gebildet und D-Octopin in Pyruvat und L-Arginin gespalten werden.

## Bedeutung
Tintenfische müssen sich bei Flucht oder Angriff schnell fortbewegen können, was viel Energie in Form von ATP erfordert. Jedoch kann das nötige ATP nicht aus der aeroben Atmung gewonnen werden, da Sauerstoff nicht schnell genug in die Zellen gelangen kann. Bei Tintenfischen ist für die schnelle Fortbewegung ein spezieller Muskel verantwortlich, der die Energie auf anaeroben Wege der Glykolyse durch die Bildung von D-Octopin bezieht.
Es wurde lange Zeit antizipiert, dass im Gegensatz zur Milchsäuregärung anfallendes D-Octopin als schwache Säure nicht zur Ansäuerung der Zelle beiträgt (Azidose). Dem ist entgegenzuhalten, dass D-Octopin im Gegensatz zu Lactat den intrazellulären Raum nicht verlassen kann und sich damit in größeren Mengen ansammelt. Schließlich führe die biochemische Bildung von D-Octopin auch zur Azidose.